# Магон Барка
Магон Барка (око 241. п. н. е. -203. п. н. е.) је био картагињански војсковођа за време Другога пунскога рата. Најмлађи је Ханибалов брат. Током Другога пунскога рата истакао се у биткама у Иберији, Италији и Цисалпинској Галији. Учествовао је у бици код Требије и бици код Кане. У Иберији је од 215. п. н. е. до 205. п. н. е. био један од три главна команданта. Након картагињанскога пораза у бици код Илипа 206. п. н. е. повукао се у Гадес, па онда на Балеарска острва. Током 205. п. н. е. искрцао се са војском у Лигурији и потакао је нови устанак Гала. Иако је везао велике римске снаге није озбиљније угрозио Римску републику. Након пораза и рањавања у бици током 203. п. н. е. позвали су га да брани Картагину, која је била непосредно пред падом. Град Махон на Менорци је наводно добио име по Магону. По њему је и мајонеза добила име.

## Детињство и младост
Син је Хамилкара Барке, а браћа су му Ханибал и Хаздрубал. Веома мало се зна о његовом раном животу. За разлику од браће, не помиње се да је био присутан када му је убијен отац у заседи 229. п. н. е. Зна се да је од младости био обучаван за војни позив. Када је Ханибал 218. п. н. е. кренуо у инвазију Италије Магон је био међу његовим официрима. Истакао се одмах на почетку Другога пунскога рата. По први пут помиње се након битке код Тицина приликом преласка реке По. Тада је био на челу коњице, која је препливала реку.

## Битка код Требије
Пре битке код Требије добио је од Ханибала задатак да командује са 1.000 лаких пешака и 1.000 коњаника и да се са њима сакрије у заседи. Са Магоном је у заседи била бирана војска и чекали су преко ноћи да Ханибал започне битку код Требије. Ханибал је послао нумиђанску коњицу да нападне римски логор и да се онда повуче и тако је навукао римску војску на положај који је био погодан за Магонову јединицу да удари у заданом тренутку. Током битке Магонова јединица је изашла из заседе и са леђа напала римску војску у тренутку, када је већ картагињанска коњица побеђивала римску коњицу. Након тога је уследило расуло римске војске.

## Битка код Кане
Магон је касније командовао заштитницом приликом прелазака Апенина и током напорнога и опаснога марша кроз етруријске мочваре. Магонов задатак је био и да спречи Гале да дезертирају. У бици код Кане био је заједно са Ханибалом у центру заједно са галском пешадијом. Након битке код Кане Ханибал га је послао са значајним санагама да оконча покоравање Самнијума. Када је окончао тај задатак запутио се у Брутиј и ту је примио у савез градове, који су се побунили против Римљана. Из Брутија Магон је отпловио у Картагину.
Магон Барка је први у Картагини објавио вести о великој Ханибаловој победи над Римљанима у бици код Кане. У картагињанском сенату изложио је гомилу златних прстенова погинулих римских сенатора као убедљив доказ велике победе. Објавио је да су Брутиј, Апулија и Капуа прешли на Ханибалову страну, као и велики део Самнијума и Луканије. Тражио је од картагињанскога сената да пошаљу појачања Ханибалу да би се брзо окончао рат са Римском републиком. Ханон Велики се као окорели противник Баркида супротставио Магоновоме захтеву, али због велике победе код Кане присталице Баркида су ипак однеле превагу, па је картагињански Сенат изгласао слање помоћи Ханибалу.

## Долазак у Иберију
Магон је у Картагини припремио 12.000 војника, 1.500 коњаника, 20 слонова и 60 ратних бродова. Требало је са тим снагама да оде Ханибалу, али због пораза у Иберији у бици код Дертосе Магон Барка је морао са појачањима да оде 215. п. н. е. у Иберију. Магон Барка је тако уместо да помогне Ханибалу отишао да помогне свом другом брату Хаздрубалу Барки. Картагињани су ипак флотом под командом Бомилкара послали Ханибалу појачање од 4.000 нумиђанских коњаника и 40 слонова. Иако је Хаздрубал Барка имао врховно заповедништво над картагињанском војском у Иберији, ипак је Магон Барка имао независну команду, као и Хаздрубал Гискон. Неколико година Хаздрубал Нарка, Магон Барка и Хаздрубал Гискон борили су се против двојице Сципиона Публија Корнелија Сципиона и Гнеја Корнелија Сципиона. Магон је током 214. п. н. е. у једној заседи убио 2.000 Римљана крај Акра Леуке (Аликанте). Успевао је да одржи лојалност иберских племена. У Иберији се одржавао баланс снага између Римљана и картагињана, али Картагињани нису имали вишак снага, да би послали појачање Ханибалу. Једно време, када је била повољнија ситуација у Иберији Хаздрубал Барка је био присиљен да оде да гуши побуну нумиђанскога краља Софакса.

## Победа над Сципионима
Током 211. п. н. е. браћа Сципиони унајмили су 20.000 келтиберских најамника као појачање својој војсци од 30.000 пешака и 3.000 коњаника. Публије Корнелије Сципион је одлучио да са 20.000 војника нападне Магона Барку, који се налазио крај Кастуле. С друге стране Гнеј Корнелије Сципион је са мањом војском од 10.000 војника и келтиберским најамницима требало да нападне Хаздрубала Барку. Сципиони су планирали да истовремено нападну Картагињане и униште их. Магон Барка је имао у Кастулу 10.000 војника, Хаздрубал Барка је имао 15.000, а Хаздрубал Гискон 10.000. Међутим захваљујући доброј координацији три картагињанске војске победили су Сципионе у бици на горњем Бетису. Хаздрубал Барка је наредио Хаздрубалу Гискону, Масиниси и иберском поглавици Андобалу да се придруже Магону крај Кастула. Нумиђанска коњица је цело време узнемитравала Публијеву војску током његовога прближавања Кастули, у којој је био Магон Барка. Након тога иза Публијеве војске појавио се Андобал са 7.500 Келтибера. Публије Корнелије Сципион је напао Андобала, коме је најпре у помоћ дошао Масиниса, а када су дошли Магон Барка и Хаздрубал Гискон уследило је расуло римске војске. Публије Корнелије Сципион је тада погинуо, а његов брат Гнеј погинуо је 29 дана касније.

## Сципион Африканац успешно ратује против Картагињана
Сципион Африканац стигао је 210. п. н. е. са појачањима и преузео је команду над римском војском. Сципион је тада знао и за међусобне свађе тројице картагињанских вођа. Почео је да користи недостаке у координацији три картагињанске војске, па је 209. п. н. е. заузео Нову Картагину. Магон Барка се у том тренутку налазио на три дана хода од Нове Картагине. Три картагињанске војске су биле раздвојене, а генерали се нису слагали, па је то Римљанима пружило прилику да се са сваком војском појединачно обрачунају. Сципион Африканац је 208. п. н. е. са својом војском кренуо према Хаздрубалу Барки, који се налазио крај Бетуле у области реке Гвадалкивир. Победио је Хаздрубала Барку у бици код Бекуле 208. п. н. е. Магон и Хаздрубал Гискон стигли су неколико дана након пораза код Бетуле. Одржали су саветовање на којем су закључили да им велики проблем представља прелазак Ибера на страну римљана. Одлучили су да Хаздрубал Барка оде у Италију са иберским војницима, а да Магон Барка и Хаздрубал Гискон остану у Иберији. Магон Барка је своју војску предао Хаздрубалу Гискону и отишао је на Балеарска острва да би добио новац и најамнике.

## Елиминација Магонове војске
По повратку са Балеарских острва Магон је током 207. п. н. е. био у подручју између река Дуеро и Тахо заједно са Ханоном. Они су успели да регутују 9.000 Келтибера у том подручју. Након успешно обављене мисије раздвојили су снаге на два логора и олабавили су дисциплину. Изненада их је напао Марко Јуније Силан са 10.000 пешака и 500 коњаника. Марширајући великом брзином Силан је изненадио Картагињане и напао им логор. Магонови Келтибери су се разбежали, а Ханон је био заобљен. Магон се са неколико хиљада преживелих домогао Гадеса (Кадиза).

## Слом Баркидске Иберије
Током 206. п. н. е. Картагињани започињу задње велике покушаје да поврате своје поседе у Иберији. Магон Барка се придружио Хаздрубал Гискону и заједно су имали 54.500—74.000 војника, што је било знатно више од Сципионових 45.000 пешака и 3.000 коњаника. Пред битку код Илипа 206. п. н. е. Магон Барка је извео смели напад на римски логор са већином своје коњице под командом нумидијскога савезника Масинисе. Сципион Африканац је предвидио такав напад, па је раније сакрио своју коњицу иза брда. Прикривена Сципионова коњица ударила је у картагињански бок и изазвала велике губитке код Картагињана. У бици код Илипа 206. п. н. е. Сципион Африканац је победио, а Хаздрубал Гискон и Магон Барка су доживели тежак пораз.

## Повлачење из Иберије
Магон се након тога са остацима војске повукао у Гадес. Располагао је релативно маленим снагама, па није успео да искористи побуну Индибила против римске власти, а ни војну побуну у римским редовима. Картагињанска влада наредила је Магону да напусти Иберију и да отплови на север Апенинскога полуострва са циљем да подстакне рат у комбинацији са својим братом Ханибалом, који је био на југу. Поред инструкција Магон је добио и нешто новца за најамнике, али недовољно за снажнију војску. Он је због тога био присиљен да опљачка не само ризницу Гадеса, него и храмове. Неуспешно је напао и Нову Картагину, где је изгледа настојао да се домогне плена. По повратку из тога похода нису га примили натраг у Гадес па је отпловио за Балеарска острва, где је и презимио.

## Трећа картагињанска експедиција у Италији
Магон је са 14.000 војника стигао на обалу Лигурије у лето 205. п. н. е. Заузео је Ђенову и одмах су му пришла бројна галска и лигурска племена. Римљани су били присиљени да држе две војске због опасности да се Магон споји са Ханибалом. Магон Барка је три године контролисао северну Италију. Римљани су посветили 7 легија да би држали на оку Магона Барку и да би се штитили са севера. Магон је добио појачање од 7.000 војника, али то и даље није било довољно да са тим снагама крене на југ према Ханибалу. Током 203. п. н. е. дошло је до велике битке између Магонове војске и римске војске којом су командовали Марко Корнелије Цетег и Публије Квинтилије Вар. Картагињани су били поражени, а Магон Барка је рањен. Чим се рањени Магон повукао на територију Инсубра стигло му је наређење од картагињанскога Сената да се он и Ханибал врате и бране Картагину.

## Смрт
Неки извори тврде да је Магон преминуо на путу од последица рањавања, а други извори наводе да се убрзо вратио у Лигурију. и да је остао још најмање две године. Извесно је да су се Римљани још пет година након окончања Другога пунскога рата обрачунавали са остатима картагињанских снага у Падској низији. Магонов пораз 203. п. н. е. представљао је последњи покушај да се очува независност Падске низије од римске доминације.
Према Корнелију Непосу један је од преживелих из битке код Заме. Након протеривања Ханибала остао је у Картагини. Био је у контакту са Ханибалом, па је 193. п. н. е. покушавао да подстакне Картагињане на устанак против Рима. Био је због тога протеран из Картагине и онда је или страдао у бродолому или га је убио неки роб. Могуће је да је Непосова прича настала због замене са неким другим Магоном.